# Philip Emeagwali

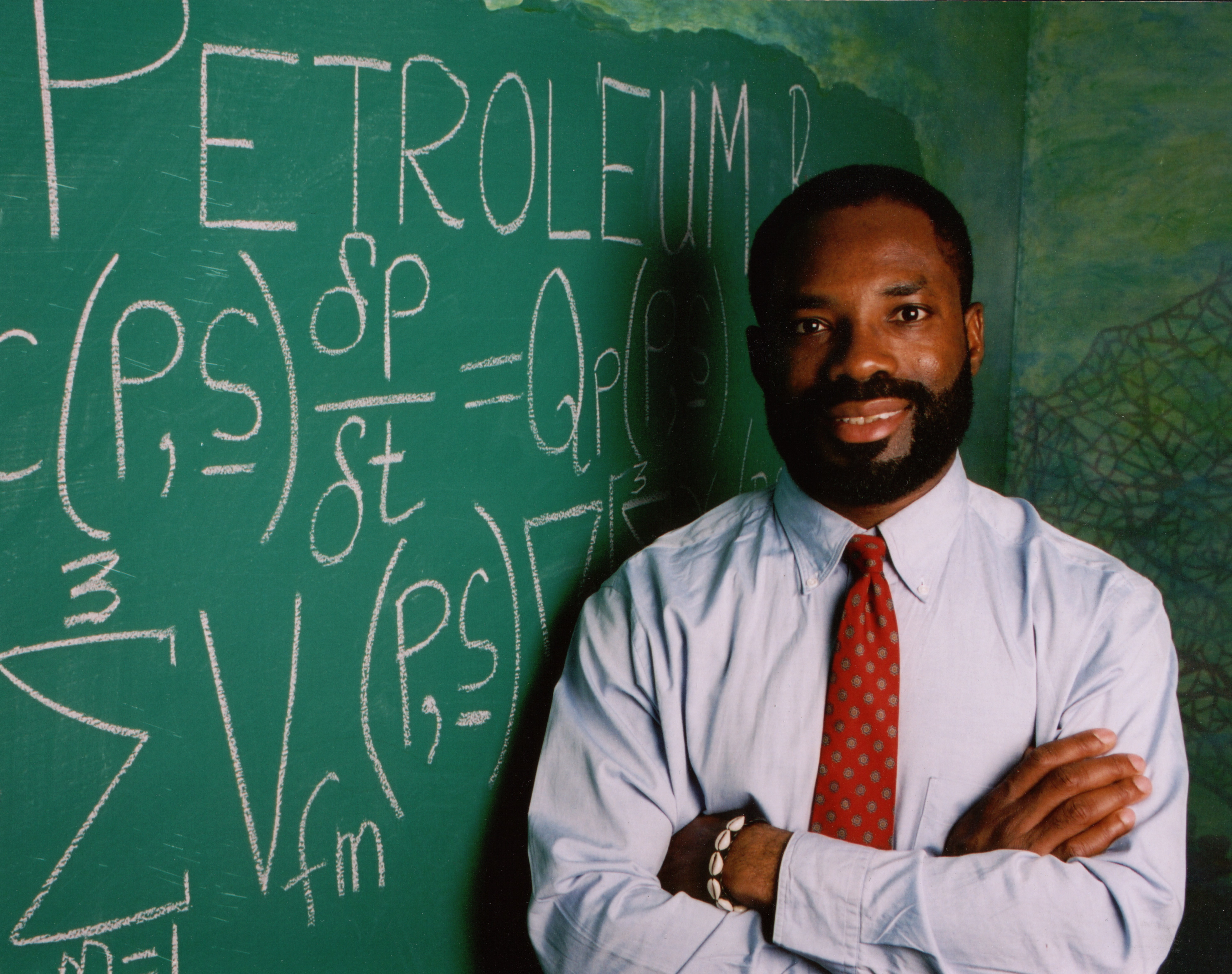
Philip Emeagwali

Philip Emeagwali (ur. 23 sierpnia 1954 w Akure) – nigeryjski informatyk. Jeden z najwybitniejszych afroamerykańskich wynalazców XX wieku. Dokonał przełomu w dziedzinie obliczeń rozproszonych, które pomogły doprowadzić do rozwoju Internetu. Jego praca opisująca jednoczesne obliczenia na połączonych mikroprocesorach przyniosła mu Nagrodę Gordona Bella.

Philip Emeagwali

## Życiorys
Philip Emeagwali był najstarszym z dziewięciorga dzieci. Piętnaście miesięcy po rozpoczęciu jego edukacji w liceum, wybuchła wojna domowa w Nigerii, a jego rodzina, część nigeryjskiego plemienia Igbo, uciekła do wschodniej części kraju.
Philip został wcielony do armii secesyjnego państwa Biafra. Rodzina Emeagwaliego mieszkała w obozie dla uchodźców do zakończenia wojny w 1970 roku.
Po zakończeniu wojny Philip Emeagwali kontynuował naukę w Onitsha w Nigerii. W 1973 roku zdał egzamin w szkole średniej przeprowadzony przez Uniwersytet Londyński i uzyskał stypendium na studia w USA.
W 1974 roku udał się do Stanów Zjednoczonych aby studiować na Oregon State University. Tytuł magistra matematyki uzyskał w 1977 roku. Później uczęszczał do George Washington University, gdzie uzyskał tytuł magistra inżynierii oceanicznej i morskiej. Posiada również tytuł magistra matematyki stosowanej na University of Maryland. Podczas studiów doktoranckich na Uniwersytecie Michigan w latach 80. Emeagwali rozpoczął pracę nad projektem wykorzystania komputerów do identyfikacji niewykorzystanych podziemnych złóż ropy.

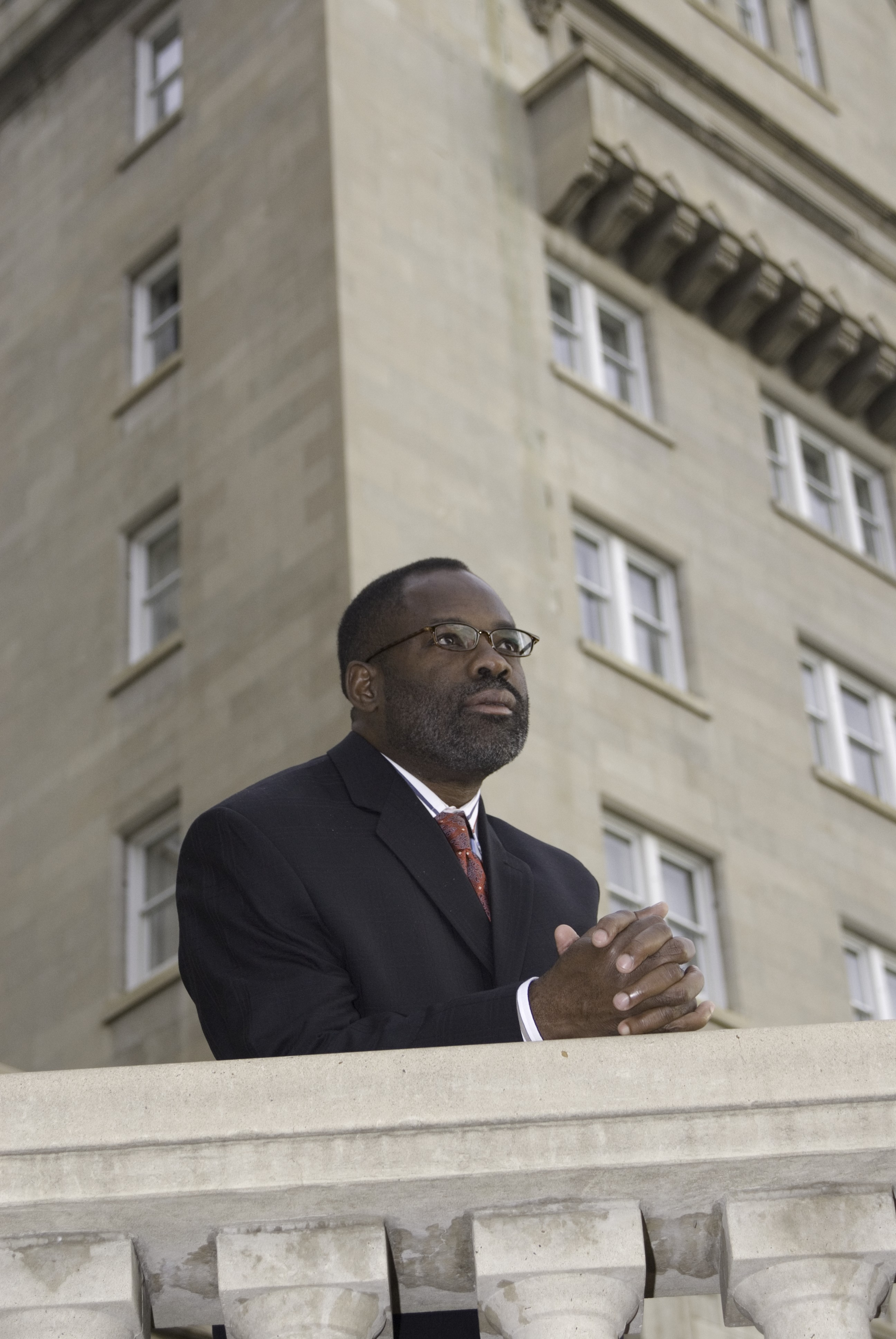
Philip Emeagwali przed kanadyjskim hotelem

Początkowo pracował nad problemem związanym z wykrywaniem ropy przy użyciu superkomputera. Jednak zdecydował, że do wykonywania obliczeń bardziej efektywne będzie wykorzystanie tysięcy szeroko rozpowszechnionych mikroprocesorów, zamiast podłączania ośmiu drogich superkomputerów. Odkrył nieużywany komputer w Los Alamos National Laboratory, który wcześniej był używany do symulacji wybuchów jądrowych.
Po wykorzystaniu 60 000 mikroprocesorów, maszyna wykonywała ponad 3,1 miliarda obliczeń na sekundę i poprawnie identyfikowała ilość ropy w symulowanym złożu. Szybkość obliczeniowa była większa niż osiągnięta przez superkomputer Cray.
Emeagwali stwierdził, że pamięta zachowanie pszczół w przyrodzie. Chciał, aby komputery naśladowały budowę i działanie plastra miodu w ulu. Pokazał praktyczny i niedrogi sposób, który umożliwia komputerom komunikację i współpracę na całym świecie – zaprogramowanie każdego mikroprocesora, aby ten komunikował się z sześcioma innymi sąsiednimi mikroprocesorami w tym samym czasie. Odkrycie to pomogło ostatecznie doprowadzić do rozwoju Internetu.
W 1989 roku za swoją pracę, opisującą jednoczesne obliczenia na połączonych mikroprocesorach, został uhonorowany nagrodą Gordona Bella, przyznaną mu przez Instytut Inżynierów Elektryków i Elektroników. Emeagwali pracuje nad problemami komputerowymi, w tym modelami opisującymi i prognozującymi pogodę. Za swoje osiągnięcia zdobył ponad sto wyróżnień.